# The Urbz: Sims in the City
The Urbz: Sims in the City is een spel uit de serie The Sims voor de Game Boy Advance, Xbox, PlayStation 2, GameCube en de Nintendo DS. Het verhaal gaat over een man genaamd Dagobert Duit die de Koningstoren heeft gekocht en langzaam de stad Miniopolis wil veranderen in een attractiepark met replica's van de bestaande gebouwen waarvoor entreegeld zal worden gevraagd. Het doel van het spel is het tegenhouden van Dagobert Duit. Dit kan worden bereikt door samen te werken met verschillende inwoners van Miniopolis.

## Gebieden
Miniopolis is opgedeeld in vijf delen. Ieder deel wordt vrijgespeeld na een aantal missies.
De delen op volgorde van vrijspelen zijn:
- Urbania
- Simbuurt
- Het moeras
- Glasstad
- Paradijseiland

Het spel start in de Koningstoren, een wolkenkrabber in Glasstad.

## Repgroepen
Een belangrijk deel van het spel zijn de repgroepen. Elke groep bestaat uit vier personages en heeft één leider. Aan het begin van het spel wordt de speler in een van de groepen geplaatst. Het is mogelijk later van groep te veranderen.
Hieronder volgen de repgroepen met eerst de naam van de groep en dan de leden (de leider wordt als eerste genoemd).
- Snobs: Daan D. Duit, Winnie Steenhardt, Elke Piek, Nina Natter
- Schoffies: Darius, Crystal, Beppie Bruinsma, Ewan Watahmee
- Nerds: Polly Noompje, W.F. Galpen, Amber Dwaalster, Max Arts
- Crea's: Roxanna Moxie, Jim Jazz, Oscar Kalf, Trees Toeter

## Personages
Er zijn veel verschillende personages in het spel. Ook heeft een speler met íedereen te maken bij een missie. Niemand is er voor niets.
Mannen:
- Efraïm Ezegius
- Max Arts
- Oscar Kalf
- Willem Baggers
- Daan D. Duit
- Darius
- Casper Kruk
- Ewan Watahmee
- Boris Spijker
- Jan de Man
- Zilte Sam
- Henk Schimmig
- Dagobert Duit
- Ed Baggers
- Jim Jazz
- W.F. Galpen
- Herman de Keizer

Vrouwen:
- Crystal
- Oma Rebels
- Elke Piek
- Roxanna Moxie
- Beppie Bruinsma
- Winnie Steenhardt
- Nina Natter
- Trees Toeter
- Zsa Zsa Gniks
- Connie Knaak
- Polly Noompje
- Amber Dwaalster

In totaal zijn er 29 personages.

## Samenwonen
Samenwonen kan natuurlijk ook in Minipolis.
Alleen heeft het zijn voor- én nadelen.
Het is mogelijk met de volgende personages samen te wonen (deze willen het het snelst):
- Nina Natter
- Ewan Watahmee
- Henk Schimmig
- Connie Knaak

Het voordeel van samenwonen met zijn tweeën is dat de rekening wordt gedeeld.
Het nadeel ervan is, dat als je met de verkeerde samenwoont, er regelmatig spullen uit je huis kunnen worden meegenomen.

## Banen
Er zijn ook 8 banen in Minipolis:
- Sponsschoon
- Straatbasketbal
- Help, dokter Max!
- Moppentappen
- Motorcross-Manie
- Apenkoppen
- Kanonnen los!
- Soul-Muziek

Waar zijn deze banen?
- Sponsschoon = Op het dak van de Koningstoren in Glasstad
- Straatbasketbal = Naast de gevangeniscel, aan de linkerkant het trapje op in Urbania
- Help, dokter Max = In het ziekenhuis doorlopen naar achteren, aan de rechterkant in Urbania
- Moppentappen = In de pizzatent, tussen Villa 1 en 2 in Urbania
- Motorcross-Manie = in de Bezige Biker, bij de oude schoolbus in Urbania
- Apenkoppen = Op de boot van Zilte Sam in de Simbuurt
- Kanonnen Los = Op de steiger die loopt naar de rivierboot van Zilte Sam, aan de rechterkant, 1e afslag
- Soul-Muziek = In het moeras, op houten boomstammen in de nacht (dus niet overdag speelbaar)
- Superspeller = Een spelletje dat vrijgespeeld kan worden als er twee GBA's aan elkaar verbonden worden, in Repgroepen Honk in Glasstad

## Xizzle Kralen
Xizzle Kralen zijn kralen die je overal kunt vinden en je van personages kunt krijgen als je de vriendschap boven de 75 hebt opgebouwd.
Met de kralen, bij de deur in Urbania en Glasstad, kunnen kralen worden ingewisseld voor speciale uitgaven.
Hieronder volgen enkele voorbeelden:
- Uitverkoop: 10.000 Simdollars contant = 3 kralen
- Sexappeal: Het andere geslacht reageert met +1 op interacties
- Het rijke leven: Verdien 20 % meer met Minigames
- Popi Jopi: Vermindert sociale achteruitgang met +1
- Olifantje: Afname Honger 30% langzamer

Zo bestaan er nog veel meer.
Aan het begin moet een speler vragen invullen. Eigenlijk moet hij zo slim zijn, dat hij met zijn antwoorden sowieso de Xizzle Uitverkoop heeft. In dat geval heeft hij geen zorgen in de eerste missies, doordat hij heel veel geld heeft.

## Club Xizzle
Club Xizzle is een dansclub, waar ook een snack gehaald kan worden.
Om de 3 uur zijn er groepjes met andere mensen, wat verschilt afhankelijk van de tijd.
Een speler heeft ook een wachtwoord nodig om erin te komen. Het wachtwoord is te vinden op het Mededelingenbord bij W.F. Galpens 'huis'.
Daar is een blaadje van: WW van CX = Emmer. Dit vul je in, en er kan gedanst worden. Het wachtwoord hoeft bij een nieuw poppetje niet steeds opnieuw ingevuld te worden.